# 動物タレント
動物タレント（どうぶつタレント）とは、テレビ番組、映画、CM、写真モデルなどに出演する犬、猫、馬、昆虫などの動物をいう。撮影動物、ペットモデルという言い方もされている。それぞれの呼称により、若干のニュアンスの違いがある。動物タレントという場合は、テレビ、映画等への出演のために特に訓練、調教されているものが多く、個人のペットを含まない事が多かったが、近年のSNSの発展によりSNSを活用したインフルエンサーのペットタレントも増加している。こうした動物を扱う業者を、動物プロダクションと呼ぶ。
日本で「映画等のタレント・撮影モデル・繁殖用等の動物派遣業者」となるには動物の愛護及び管理に関する法律による第一種動物取扱業の登録が必要となる。

## 日本で著名な動物タレント
- カイくん（犬） - CM
- わさお（犬） - 映画『わさお』主演
- 豆助（犬） - 和風総本家の看板犬
- まさお君（犬） - 動物番組
- くぅ〜ちゃん（犬） - CM
- ムーニー（犬、キューティーブロンド（2001年）、主人公の愛犬ブルーザー・ウッズ役）
- 柴犬まる (犬) - バラエティ番組・CM他多数
- 直司（犬）‐ CM・フィギアなど。
- パンくん（猿） - 動物番組。
- ゴメス・チェンバリン（猿） - ニュース。
- 牛の吉田君（牛） - バラエティ番組・CM他多数。
- 春馬（猫） - Y!mobileブランドキャラクター「ふてニャン」[2]など。
- まる（猫） - 2016年、YouTubeで最も視聴された猫としてギネスに認定される[3]。
- もちまる（猫） - 2021年、YouTubeで最も視聴された猫としてギネスに認定される[4]。
- 豆三郎（犬） - テレビドラマ番組・CM他多数
- ランディ（アジアゾウ） - 2005年公開の映画「星になった少年」のモデル。テレビ・イベント出演など多数
- バンカー (役馬) - 大河ドラマをはじめとする時代劇に出演した役馬。